# Июнь 2010 года

Список событий июня 2010 года.

## События
- 1 июня
  - Объявлено о ликвидации третьего по влиятельности лидера организации «Аль-Каида» Мустафы Абу аль-Язида[1].
  - Правительство Никарагуа объявило о разрыве дипломатических отношений с Израилем[2].
  - В Египте прошли выборы половины состава Консультативного совета (верхней палаты парламента). 80 из 88 мест получили кандидаты правящей Национально-демократической партии[3].
- 2 июня
  - Три правоцентристские чешские партии «Гражданская демократическая партия», «ТОП 09» и «Дела общественные» подписали заявление о намерениях создать правительственную коалицию[4].
  - В британском графстве Камбрия 52-летний таксист устроил стрельбу по людям, убив 12 и ранив 25 человек[5].
  - Премьер-министр Японии Юкио Хатояма объявил о своем уходе с поста главы правительства[6].
  - В Кабуле боевики подвергли массированному ракетному обстрелу здание Политехнического университета, где состоялось открытие Национальной ассамблеи мира[7].
- 3 июня
  - Жертвами пожара в Дакке стали 108 человек[8].
  - Эстония, первой из стран бывшего СССР, подписала протокол о вступлении в Организацию экономического сотрудничества и развития (ОЭСР)[9].
  - В Московском институте медико-биологических проблем стартовал основной этап эксперимента «Марс-500»[10].
  - В Германии правящая коалиция выдвинула кандидатом на пост президента страны премьер-министра Нижней Саксонии Кристиана Вульфа[11].
  - Британский финансовый регулятор оштрафовал американский банк JP Morgan Chase на 33,32 млн фунтов стерлингов за нарушение норм сбережения средств[12].
- 4 июня
  - Новым, 94-м по счёту, премьер-министром Японии избран Наото Кан[13].
  - Менее чем через год в Юпитер снова врезалось неизвестное небесное тело[14].
  - Власти Панамы направили Франции запрос об экстрадиции бывшего диктатора Мануэля Антонио Норьеги[15].
- 5 июня
  - Итальянская теннисистка Франческа Скьявоне стала победительницей Открытого чемпионата Франции по теннису в женском одиночном разряде, переиграв в финале австралийку Саманту Стосур[16].
  - НАСА не исключает возможности существования биологической жизни на спутнике Сатурна Титане[17].
  - Президент США назначил генерала Джеймса Клеппера новым директором Национальной разведки США[18].
- 6 июня
  - Испанец Рафаэль Надаль в пятый раз стал победителем Открытого первенства Франции[19].
  - В Словении прошёл референдум по вопросу об урегулировании пограничного спора с Хорватией[20]. В поддержку соглашения о том, что спор будет разрешён международной арбитражной комиссией, проголосовали чуть более 51 % избирателей[21].
  - Мэром Биробиджана избран единоросс Андрей Пархоменко[22].
- 7 июня
  - Новым председателем Кабинета министров Северной Кореи стал Чхве Ён Рим[23].
  - Испанский теннисист Рафаэль Надаль вышел на первое место в рейтинге ATP, потеснив с первой строчки швейцарца Роджера Федерера[24].
  - Турция объявила о расторжении всех соглашений с Израилем в области военного сотрудничества[25].
  - Apple представил новую модель iPhone 4[26].
- 8 июня
  - В Стамбуле открылся 3-й саммит Совещания по взаимодействию и мерам доверия в Азии[27].
  - Объявлен новый состав японского правительства во главе с премьер-министром Наото Каном[28].
  - Парламент Венгрии приравнял преступления коммунистов к Холокосту[29].
- 9 июня
  - В Ингушетии спецназом ФСБ захвачен одиозный главарь северо-кавказских боевиков Али Тазиев по прозвищу «Магас».
  - В Нидерландах прошли парламентские выборы[30]. Победу одержала Народная партия за свободу и демократию[31].
  - Совет Безопасности ООН принял резолюцию, вводящую новые санкции в отношении Ирана[32].
  - В афганской провинции Гильменд боевиками сбит вертолёт НАТО. Погибло 4 военнослужащих[33].
  - 39 человек погибли и свыше 70 получили ранения в результате теракта в уезде Аргандаб недалеко от Кандагара[34].
- 10 июня
  - В Ташкенте открылся саммит ШОС[35].
  - Премьер-министр Нидерландов Ян Петер Балкененде объявил об уходе со своего поста[36].
  - В китайской провинции Хэнань началось переселение 65 тысяч человек с целью освободить место для нового русла реки[37].
- 11 июня
  - Мундиаль начался в Южно-Африканской Республике[38].
  - В ходе начавшихся межэтнических столкновений в Ошской и Джалал-Абадской областях Кыргызстана погибли 117 человек и несколько сотен ранены[39].
  - Парламент Исландии принял закон, разрешающий однополые браки[40].
- 12 июня
  - В Словакии прошли парламентские выборы[41]. Правящая левоцентристская партия Курс — социальная демократия получила около трети мест[42], однако четыре правоцентристские партии обладают большинством в новом парламенте.
- 13 июня
  - В Бельгии прошли досрочные парламентские выборы[43]. Во Фландрии лидируют националисты Барта Де Вевера, в Валлонии большинство голосов получили социалисты[44].
  - В Багдаде совершено вооружённое нападение на Центральный банк Ирака, убиты 12 человек[45].
  - Главный приз 21-го кинофестиваля Кинотавр получил фильм режиссёра Светланы Проскуриной «Перемирие»[46].
  - На Землю возвратилась капсула с японского межпланетного зонда Хаябуса с образцами грунта с астероида Итокава[47].
  - В Европейской части России прошёл самый разрушительный ураган за последние 10 лет. В Москве повалены билборды, ларьки, сорваны крыши домов, повреждены ЛЭП. Также в столице погибло около 10 человек ,40 человек пострадало.[48]
- 14 июня
  - Американские геологи и сотрудники министерства обороны США объявили об обнаружении в Афганистане крупного месторождения минеральных ресурсов.[49]
  - Василий Голубев вступил в должность губернатора Ростовской области[50].
- 15 июня
  - С космодрома Байконур запущен пилотируемый космический корабль «Союз ТМА-19» с новым экипажем для МКС[51].
  - Суд в США оставил лицензию врачу, обвиняемому в убийстве Джексона[52].
  - Юрий Берг вступил в должность губернатора Оренбургской области[53].
  - Премьер-министр Великобритании Дэвид Кэмерон официально извинился от имени государства перед родственниками жертв событий Кровавого воскресенья 1972 года[54].
- 16 июня
  - В Санкт-Петербурге открылся 1-й Международный молодёжный экономический форум[55].
  - В результате наводнения в департаменте Вар на юго-востоке Франции погибли 15 человек[56].
- 17 июня
  - В Петербурге стартовал XIV Международный экономический форум[57].
  - В Брюсселе открылся саммит глав государств и правительств 27 стран Евросоюза[58].
  - Открылся 32-й Московский международный кинофестиваль[59].
  - Вступил в должность президент Якутии Егор Борисов[60].
  - В Америке снова убит ребёнок из России[61].
  - 16 человек погибли и 64 находятся под завалами в результате взрыва на шахте Сан-Фернандо на северо-западе Колумбии[62].
- 18 июня
  - Премьер-министр Финляндии Матти Ванханен подал президенту страны прошение об отставке[63].
  - Парламент Швеции принял решение о снятии 30-летнего моратория на строительство в стране ядерных реакторов[64].
  - На Канарах скончался португальский писатель Жозе Сарамагу[65].
- 19 июня
  - Открыты станции Достоевская и Марьина Роща Люблинско-Дмитровской линии Московского метрополитена[66].
  - В Науру прошли вторые в этом году парламентские выборы[67]. Ни одна из партий не получила явного большинства[68].
  - В пакистанском районе Северный Вазиристан в результате удара американского беспилотника погибли 13 человек[69].
  - 10 сотрудников спецслужб убиты и 8 ранены при нападении на разведуправление в Йемене[70].
  - В Стокгольме состоялось венчание наследницы шведского престола принцессы Виктории и Даниэля Вестлинга[71].
  - В Йоханнесбурге совершено покушение на бывшего начальника генштаба армии Руанды Фостена Каюмбу Ньямвасу. Он тяжело ранен[72].
  - В Конго разбился частный самолёт, на борту которого находилось всё руководство австралийского горнодобывающего концерна Sundance Resources. Погибло 11 человек, в том числе самый богатый человек Австралии Кен Толбот[73].
- 20 июня
  - В Польше состоялся первый тур президентских выборов[74]. Во второй тур прошли спикер Сейма Бронислав Коморовский и бывший премьер Ярослав Качиньский[75].
  - Во втором туре президентских выборов в Колумбии победу одержал кандидат от правящей Социальной партии национального единства Хуан Мануэль Сантос[76].
  - 132 человека погибло в результате наводнения на юге Китая[77].
  - В Иране был казнён лидер суннитской экстремистской группировки «Джундалла» Абдулмалик Риги[78].
  - Жертвами двойного теракта в Багдаде стали 26 человек, ещё свыше 50 получили ранения[79].
- 21 июня
  - Газпром ограничил поставки газа в Беларусь[80].
  - Жертвами взрыва на шахте в центральном Китае стали 46 горняков[81].
  - 76 человек погибли, 745 ранены в результате железнодорожной катастрофы в Республике Конго[82].
- 22 июня
  - Президент Беларуси Александр Лукашенко отдал распоряжение перекрыть транзит российского газа в Европу[83].
  - Взрыв неподалёку от военной части в Стамбуле унёс жизни 3 человек[84].
  - В результате наводнения в Бразилии пропали без вести более тысячи человек[85].
  - Мари Кивиниеми вступила в должность премьер-министра Финляндии[86].
  - В Кингстоне завершилась операция по поимке ямайского наркобарона Кристофера Коука, в ходе которой погибли 76 человек[87].
- 23 июня
  - Балканский саммит открылся в Стамбуле[88].
  - Генерал Стэнли Маккристал отправлен в отставку с поста командующего коалиционными силами в Афганистане после его критики в адрес американской администрации[89].
  - В пригороде Барселоны скоростной поезд сбил группу молодых людей. Погибло 12 человек[90].
- 24 июня
  - Новым лидером правящей в Австралии Лейбористской партии и, соответственно, премьер-министром страны, стала Джулия Гиллард[91].
  - В индонезийской провинции Папуа обнаружено ранее неизвестное племя[92].
- 25 июня
  - В канадском Хантсвилле открылся саммит стран «большой восьмёрки»[93].
  - Чешское правительство, во главе с премьер-министром Яном Фишером, подало в отставку[94].
- 26 июня
  - В непризнанном государстве Сомалиленд прошли президентские выборы[95].
  - Главный приз 32-го Московского международного кинофестиваля получил фильм венесуэльского режиссёра Марселя Раскина «Брат»[96].
- 27 июня
  - Президентские выборы прошли в Гвинее[97].
  - В Торонто начался саммит лидеров стран «большой двадцатки»[98].
  - В Кыргызстане состоялся референдум о принятии новой конституции[99].
  - Президент Чехии Вацлав Клаус поручил лидеру Гражданской демократической партии Петру Нечасу сформировать новое правительство[100].
- 28 июня
  - В Бурунди проводятся первые прямые президентские выборы, в которых остался участвовать лишь один кандидат — действующий президент Пьер Нкурунзиза[101].
- 29 июня
  - Парламент Венгрии избрал новым президентом страны Пала Шмитта[102].
  - Министерство юстиции США объявило о задержании 11 человек, подозреваемых в шпионаже в пользу правительства России[103].
  - 21 человек погиб в результате наводнения на северо-востоке Румынии[104].
  - Тайвань и Китай заключили торговое соглашение, смягчающее тарифную политику двух стран в отношении друг друга[105].
  - В результате серии терактов в Ираке погибли 4, в том числе бригадный генерал, и ранено 8 человек[106].
  - В Индии 26 сотрудников сил безопасности погибли в результате нападения наксалитов[107].
- 30 июня
  - Новый президент Филиппин Бениньо Акино-младший приведён к присяге[108].
  - В Федеральном собрании Германии прошли выборы президента страны. Президентом избран представитель ХДС Кристиан Вульф[109].
  - Глава Карелии Сергей Катанандов досрочно ушёл в отставку[110].
  - Премьер-министр Непала Мадхав Кумар Непал объявил о своей отставке[111].
  - Египетские археологи обнаружили в Долине Царей подземный тоннель возрастом более 3000 лет[112].
  - В акватории Балтийского завода в устье реки Невы в Санкт-Петербурге спущен на воду первый в мире атомный плавучий энергоблок, получивший название «Академик Ломоносов»[113].